# Гумова змія
Гумова змія (лат. Charina bottae) — єдиний представник роду неотруйних змій Charina родини Удавові. Має 3 підвиди

## Опис
Загальна довжина сягає 60—75 см. Голова невелика, яка вкрита зверху великими щитками. Голова плавно переходить у щільний тулуб. Хвіст короткий та тупий. Забарвлення одноманітне сірувато-буре.

## Спосіб життя
Полюбляє хвойні ліси, рідколісся, чапараль, луки, савани, дотримуючись сухих місць. Зазвичай її знаходять під або в гнилій колоді чи пні, під каменями або в ущелинах або під корою мертвих повалених дерев. Висотний діапазон поширення: від рівня моря до 3050 м. Активна вночі. Харчується гризунами, ящірками, пташенятами.
При небезпеці згортається в щільну кулю, сховавши усередину голову. Нерідко вона застосовує і інший захисний прийом: притиснувши голову нерухомо до землі, піднімає свій тупий хвіст та поводить їм з боку в бік, як би «оглядаючись» навколо.
Це яйцеживородна змія. Щорічно самиця народжує 3—8 дитинчат завдовжки 15-20 см.

## Розповсюдження
Мешкає у західних штатах США — від Каліфорнії до Монтани, на крайньому південному заході Канади.

## Види
- Charina bottae bottae
- Charina bottae umbratica
- Charina bottae utahensis